# Trigonobalanus
Trigonobalanus Forman – rodzaj roślin z rodziny bukowatych (Fagaceae Dumort.). Według The Plant List w obrębie tego rodzaju znajdują się 3 gatunki. Występuje naturalnie na Półwyspie Indochińskim oraz w Kolumbii. W Europie znaleziono skamieliny roślin z tego rodzaju pochodzące z eocenu. Gatunkiem typowym jest T. verticillata Forman. 

## Morfologia
PokrójZrzucające liście drzewa.
LiścieUlistnienie jest pseudookółkowe. Liście są pojedyncze, a ich blaszka liściowa jest całobrzega.
OwocePodobne do owoców buka. Bywają zjadane przez nosorożce.

## Systematyka
Pozycja systematyczna według Angiosperm Phylogeny Website (aktualizowany system APG IV z 2016)Rodzaj z rodziny bukowatych z rzędu bukowców, należącego do kladu różowych w obrębie okrytonasiennych.
Lista gatunków
| - Trigonobalanus doichangensis (A.Camus) Forman - Trigonobalanus excelsa Lozano, Hern. Cam. & Henao - Trigonobalanus verticillata Forman |